# اور ویتکر
اور ویتکر (به انگلیسی: Over Whitacre) یک روستا و محله مدنی در بریتانیا است که در شمال وارویکشر واقع شده‌است. اور ویتکر ۴۱۱ نفر جمعیت دارد.